# Seznam vrcholů v Zábřežské vrchovině

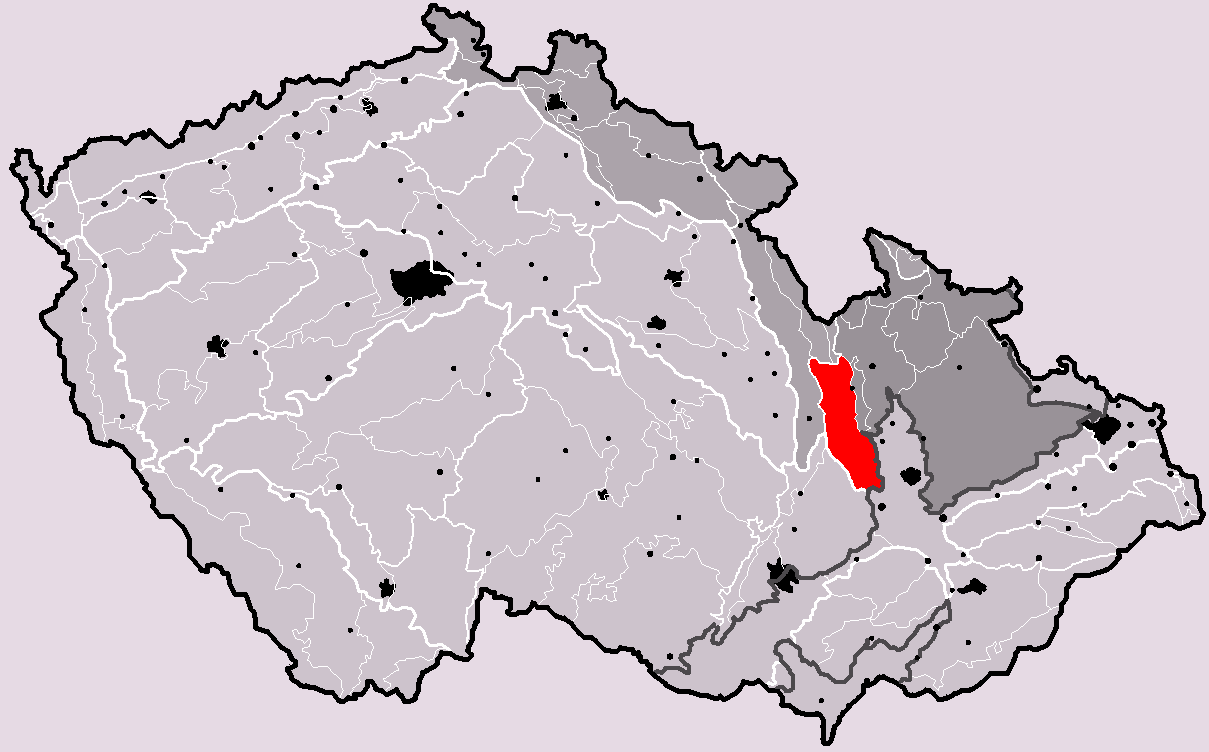
Zábřežská vrchovina na mapě České republiky

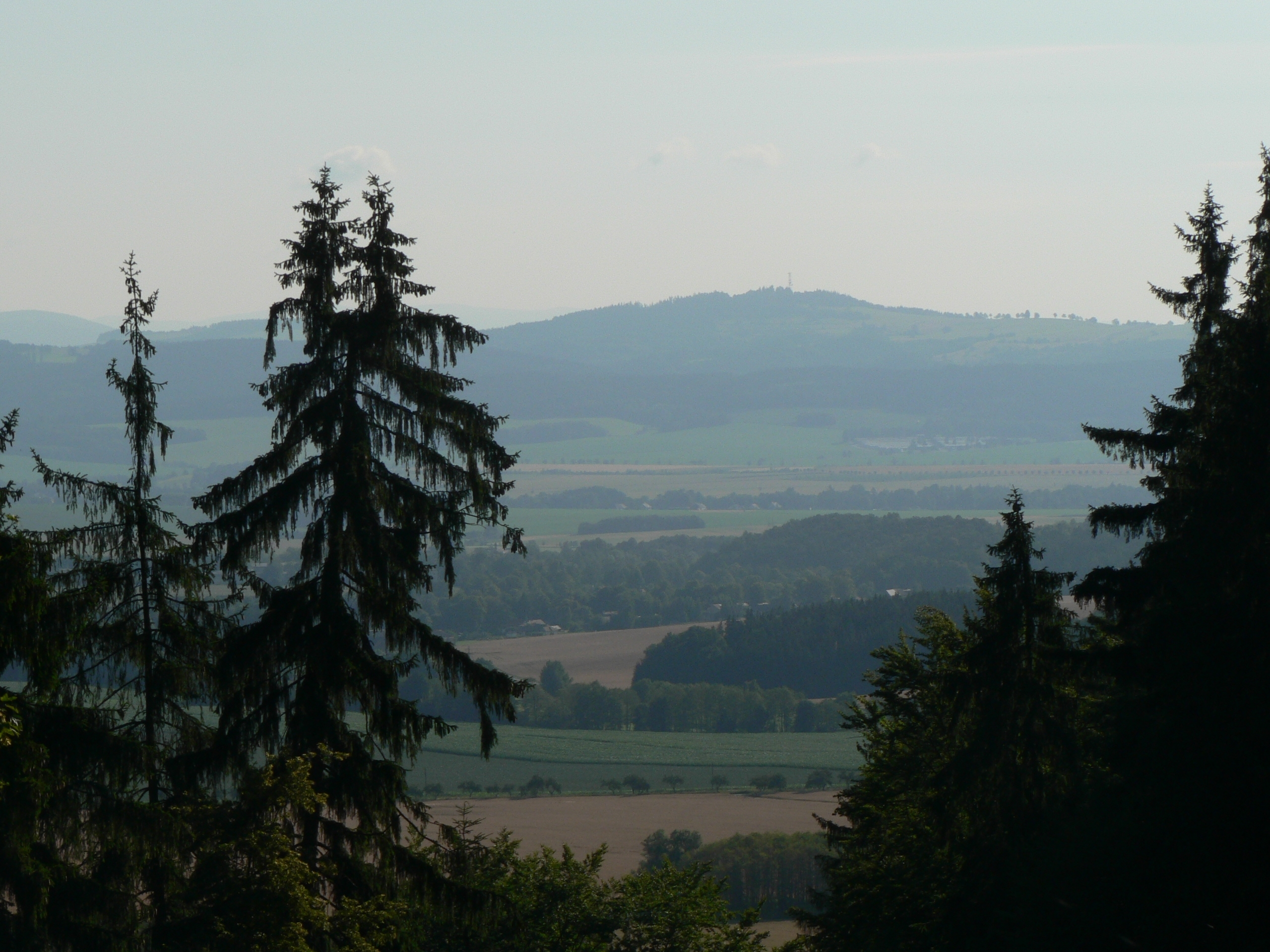
Lázek (715 m)

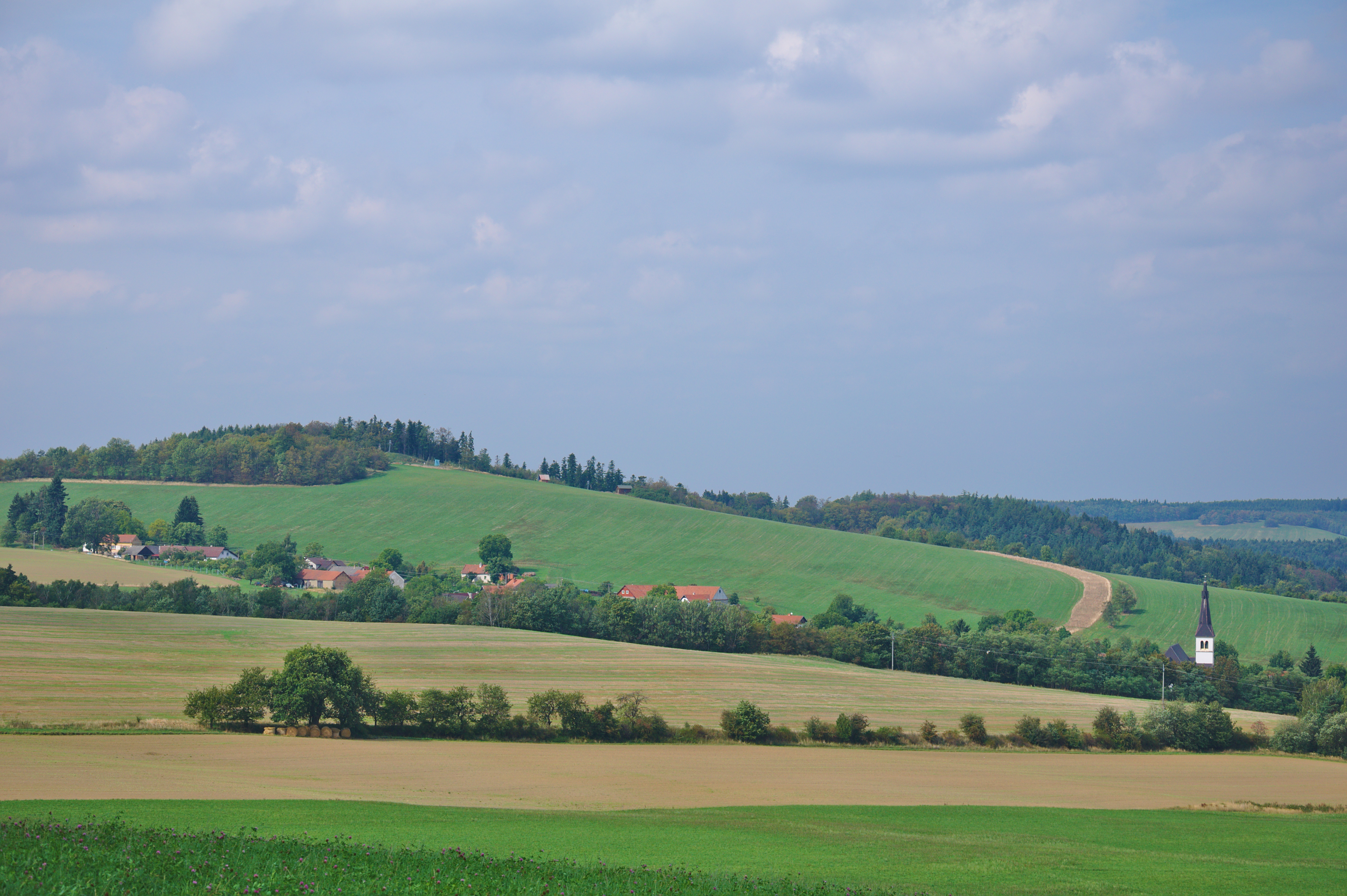
Zahálkovy skalky (610 m)

Seznam vrcholů v Zábřežské vrchovině obsahuje pojmenované zábřežské vrcholy s nadmořskou výškou nad 600 m a dále všechny vrcholy s prominencí (relativní výškou) nad 100 m. Seznam je založen na údajích dostupných na stránkách Mapy.cz a ze základních topografických map České republiky. Jako hranice pohoří byla uvažována hranice stejnojmenného geomorfologického celku.

## Seznam vrcholů podle výšky
Seznam vrcholů podle výšky obsahuje všechny pojmenované vrcholy s nadmořskou výškou nad 600 m. Celkem jich je 17, z toho 1 s výškou nad 700 m a 3 s výškou nad 650 m. Nejvyšší horou je Lázek s nadmořskou výškou 715 m, který se nachází v geomorfologickém okrsku Zborovská vrchovina.
| #   | Vrchol           | Výška m n. m. | Souřadnice                       | Okrsek                | Přístup                                                                        |
| --- | ---------------- | ------------- | -------------------------------- | --------------------- | ------------------------------------------------------------------------------ |
| 1.  | Lázek            | 715           | 49°55′33″ s. š., 16°42′20″ v. d. | Zborovská vrchovina   | červená turistická značka · zelená turistická značka · žlutá turistická značka |
| 2.  | Vrchy            | 660           | 49°56′20″ s. š., 16°43′33″ v. d. | Zborovská vrchovina   | neznačeno                                                                      |
| 3.  | Švédské šance    | 656           | 49°56′19″ s. š., 16°40′43″ v. d. | Zborovská vrchovina   | neznačeno                                                                      |
| 4.  | Stráně           | 645           | 49°55′40″ s. š., 16°43′46″ v. d. | Zborovská vrchovina   | neznačeno                                                                      |
| 5.  | Pustina          | 626           | 49°58′21″ s. š., 16°48′28″ v. d. | Zborovská vrchovina   | neznačeno                                                                      |
| 6.  | Varta            | 620           | 49°57′44″ s. š., 16°39′21″ v. d. | Zborovská vrchovina   | neznačeno                                                                      |
| 7.  | Louková hora     | 615           | 49°55′27″ s. š., 16°41′45″ v. d. | Zborovská vrchovina   | neznačeno                                                                      |
| 8.  | Sychrov          | 612           | 49°58′02″ s. š., 16°49′15″ v. d. | Zborovská vrchovina   | neznačeno                                                                      |
| 9.  | Zahálkovy skalky | 610           | 49°39′16″ s. š., 16°49′23″ v. d. | Ludmírovská vrchovina | modrá turistická značka                                                        |
| 10. | Kančí vrch       | 608           | 49°50′22″ s. š., 16°46′51″ v. d. | Maletínská vrchovina  | neznačeno                                                                      |
| 11. | Holina           | 606           | 49°50′38″ s. š., 16°47′24″ v. d. | Maletínská vrchovina  | neznačeno                                                                      |
| 12. | U příčnice       | 605           | 49°57′29″ s. š., 16°48′45″ v. d. | Zborovská vrchovina   | modrá turistická značka                                                        |
| 13. | Vichoňova hora   | 604           | 49°37′39″ s. š., 16°50′24″ v. d. | Ludmírovská vrchovina | neznačeno                                                                      |
| 14. | Na lazech        | 604           | 49°59′09″ s. š., 16°48′11″ v. d. | Zborovská vrchovina   | neznačeno                                                                      |
| 15. | Háječek          | 603           | 49°56′16″ s. š., 16°50′11″ v. d. | Zborovská vrchovina   | žlutá turistická značka · naučná turistická značka                             |
| 16. | Králova hora     | 602           | 49°57′53″ s. š., 16°47′32″ v. d. | Zborovská vrchovina   | neznačeno                                                                      |
| 17. | Michalův vrch    | 602           | 49°55′11″ s. š., 16°47′06″ v. d. | Zborovská vrchovina   | neznačeno                                                                      |

## Seznam vrcholů podle prominence

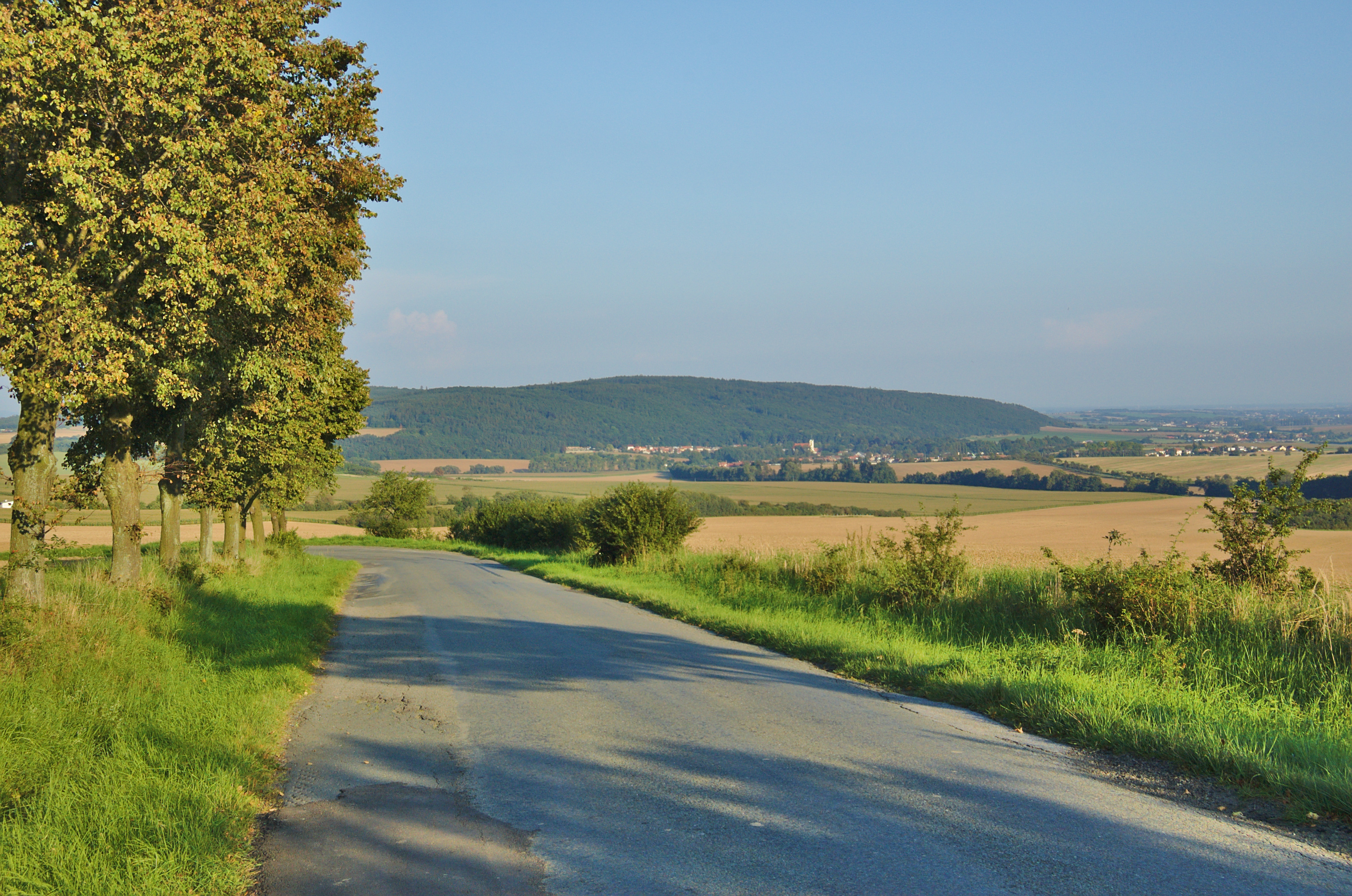
Velký Kosíř (442 m)

Seznam vrcholů podle prominence obsahuje všechny zábřežské vrcholy s prominencí (relativní výškou) nad 100 m bez ohledu na nadmořskou výšku. Celkem jich je 5. Nejprominentnějším vrcholem je Kančí vrch (206 m) v geomorfologickém okrsku Maletínská vrchovina. Nejvyšší Lázek má prominenci pouze 99 m.
| #  | Vrchol           | Výška m n. m. | Promi- nence | Izolace (km)     | Souřadnice                       | Přístup                                                                       |
| -- | ---------------- | ------------- | ------------ | ---------------- | -------------------------------- | ----------------------------------------------------------------------------- |
| 1. | Kančí vrch       | 608           | 206          | 7,3 → Mohylka    | 49°50′22″ s. š., 16°46′51″ v. d. | neznačeno                                                                     |
| 2. | Velký Kosíř      | 442           | 131          | 7,1 → V Klučích  | 49°32′54″ s. š., 17°03′42″ v. d. | zelená turistická značka · žlutá turistická značka · naučná turistická značka |
| 3. | Pustina          | 626           | 108          | 2,7 → Na stráži  | 49°58′21″ s. š., 16°48′28″ v. d. | neznačeno                                                                     |
| 4. | Zahálkovy skalky | 610           | 107          | 5,4 → Ostrý vrch | 49°39′16″ s. š., 16°49′23″ v. d. | modrá turistická značka                                                       |
| 5. | Michalův vrch    | 602           | 105          | 3,6 → Stráně     | 49°55′11″ s. š., 16°47′06″ v. d. | neznačeno                                                                     |